# Frans Schraven

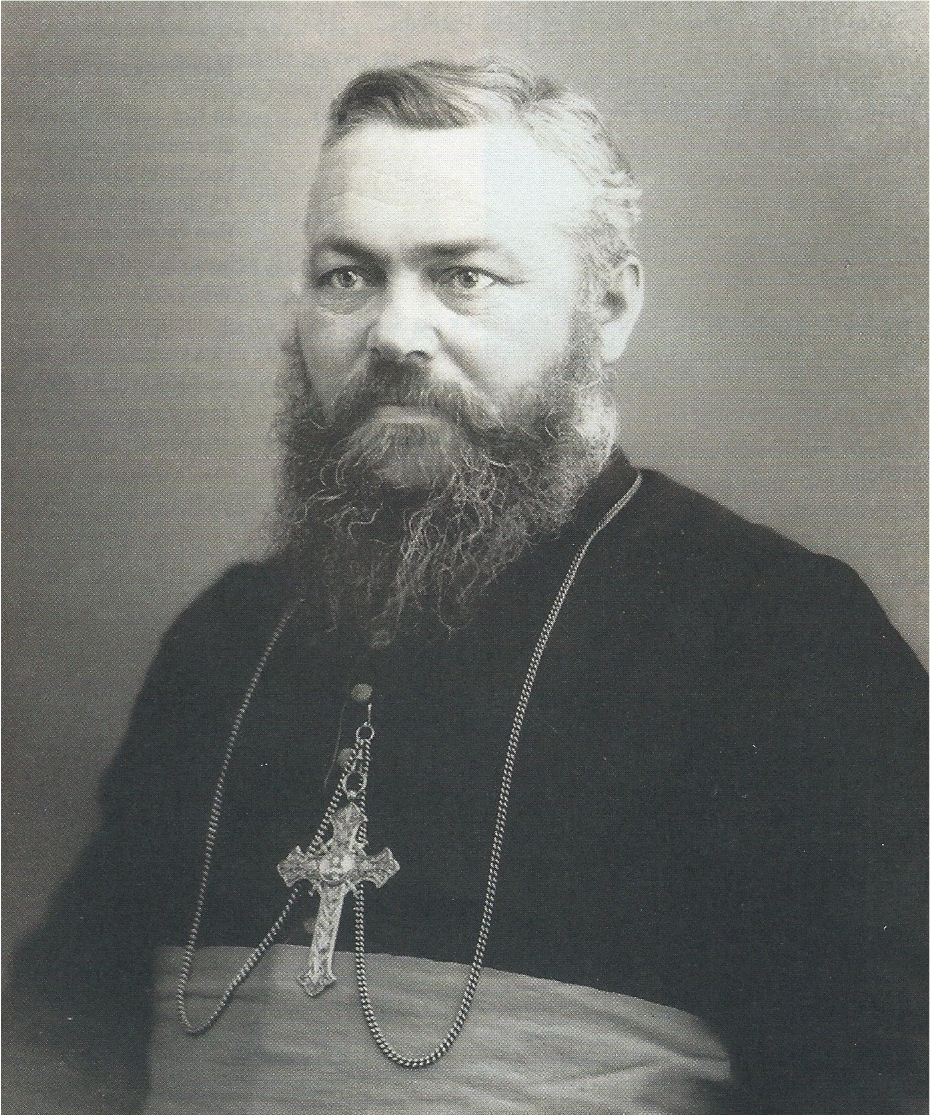
Frans Schraven

Wappen von Frans Schraven

Franciscus Hubertus Schraven (* 13. Oktober 1873 in Lottum, Limburg; † 9. Oktober 1937 in China) war ein niederländischer katholischer Ordenspriester (Lazarist) und Bischof, der als Missionar in China tätig war. Er starb in Zhengding, Hebei, China, als er die örtliche Bevölkerung während des zweiten Japanisch-Chinesischen Kriegs schützte.

## Leben
Frans Schraven wurde als Sohn des Bauern Jakob Arnold Schraven und seiner Ehefrau Jacoba Huberdina Wijnhoven in Lottum in der niederländischen Provinz Limburg geboren. Er besuchte das Bischöfliche Kolleg, ein Gymnasium mit Internat in Roermond. Ab 1892, nach dem Schulabschluss, studierte er Philosophie im Priesterseminar des Bistums Roermond in Rolduc eingerichtet. 1894 trat er, dem Vorbild seines Onkels Frans Wijnhoven und seines Cousins Frans Geurts folgend, den Lazaristen bei. Er absolvierte sein Noviziat in Paris, studierte Theologie und wurde im Mai 1899 in Paris zum Priester geweiht.

### Missionar in China
Im selben Jahr folgte Frans Schraven seinem Ruf als Missionar nach China. Von 1904 bis 1908 war er Missionar in Zhengding und von 1908 bis 1920 in Tianjin.
Am 16. Dezember 1920 wurde Schraven zum Apostolischen Vikar des Apostolischen Vikariates Südwest Chi-Li mit Sitz in Zhengding ernannt und am 10. April 1921 in Zhengding zum Bischof geweiht.

### Tod
Der Zweite Japanisch-Chinesische Krieg brach im September 1931 aus. Als die japanischen Truppen im Rahmen der Invasion von 1937 in Ostchina vorrückten, erreichten sie schließlich Zhengding. Rund 5000 Anwohner der Stadt baten die katholischen Geistlichen vor Ort um Schutz. Unter den Zuflucht Suchenden waren 200 junge Frauen. Ihnen drohte, als comfort women von den Soldaten missbraucht zu werden. Bischof Schraven weigerte sich, die Frauen – wie von japanischen Soldaten gefordert – auszuliefern. Damit zog er sich den Hass der Besatzer zu. Er wurde verhaftet, mit acht weiteren Geistlichen verschleppt und lebendig verbrannt.

## Gedenken
Im Juni 2016 wurde der Schravenpfad in seiner Heimatstadt Lottum eröffnet. Der 10 km lange Wanderweg verbindet sein Geburtshaus mit mehreren Kapellen.

## Seligsprechungsprozess
Der Bischof von Roermond, Frans Wiertz, begann im Jahr 2013 den Prozess zur Seligsprechung von Frans Schraven aufgrund seines Martyriums. 2014 übergab er der zuständigen Kongregation des Vatikans den Fall zur Begutachtung. Es gab in diesem Zusammenhang Forderungen, Schraven zum Schutzheiligen für Opfer sexueller Gewalt zu erheben.

## Schriften
- Brieven van bisschop Frans Schraven 1894–1937, herausgegeben von Vincent Hermans. Mgr. Schraven Stichting, Simpelveld, 2. Aufl. 2007.

## Weblink
- Monseigneur Franciscus Hubertus Schraven Lazarist (Biographie, niederländisch)